# Paul Burkhardt (Architekt)
Paul Burkhardt (* 1848 oder 1849 in Waldenbuch; † 31. Januar 1928 ebenda) war ein deutscher Architekt.

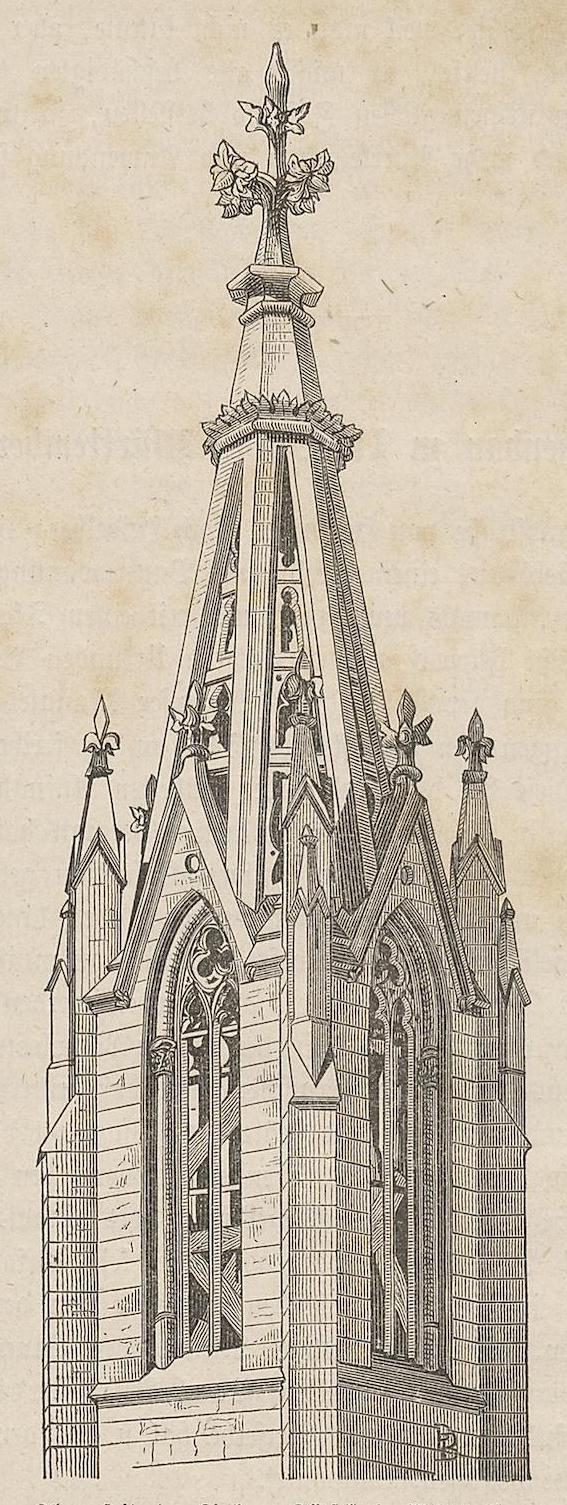
Turmspitze der Kirche zu Fürfeld in Württemberg, entworfen von Paul Burkhardt

## Leben
Burkhardt besuchte die Volksschule in Waldenbuch. Anschließend arbeitete er auf Baustellen in Stuttgart und besuchte die Baugewerkschule. Mit Hilfe eines Staatsstipendiums unternahm er mit 21 Jahren eine anderthalbjährige Studienreise nach Italien. Anschließend arbeitete er in Stuttgart als Architekt und errichtete verschiedene öffentliche Gebäude. Burkhardt bekam auch einen Lehrauftrag an der Baugewerkschule. 
Burkhardt war daneben Mitglied des Bürgerausschusses und Gemeinderats der Stadt Stuttgart. Er war verheiratet mit Elise, geb. Dünger.

## Bauten
- 1874: Evangelische Kirche Fürfeld (Bauleitung und Entwurf des Turmhelms, ansonsten nach Entwürfen des Heilbronner Baurats Albert Barth)[3]
- 1884–1886: Jakobischule Stuttgart (zusammen mit A. Wolff)
- 1890–1896: Landesgewerbemuseum Stuttgart (nach den Plänen von Skjøld Neckelmann)
- 1892–1894: Bürgerhospital Stuttgart
- Zahnradbahnhof Stuttgart
- 1902: eigenes Wohnhaus in Waldenbuch
- 1903: Villa, Haußmannstraße 34, Stuttgart (zusammen mit R. Schmid)